# Pizarral
Pizarral – gmina w Hiszpanii, w prowincji Salamanka, w Kastylii i León, o powierzchni 16,67 km². W 2011 roku gmina liczyła 68 mieszkańców.